# لي جارلينجتون
لي جارلينجتون (بالإنجليزية: Lee Garlington)‏ هي ممثلة أمريكية، ولدت في 20 يوليو 1953 في الولايات المتحدة.

## أعمال

### أفلام
- (1986) كوبرا[4]
- (1989) حقل الأحلام[5]
- (1997) دانتيز بيك[6]
- (2001) التطور
- (2001) الفطيرة الأمريكية 2[7][8][9]
- (2001) جميلة ومذهلة
- (2002) هوت شيك
- (2014) الرجل الأكثر غضبا في بروكلين[10]

### مسلسلات
- تحسين المنزل
- تشريح غراي
- ربات بيوت يائسات
- رجلان ونصف
- روزان
- فلاش فورورد

## وصلات خارجية
- لي جارلينجتون على موقع IMDb (الإنجليزية)
- لي جارلينجتون على موقع ألو سيني (الفرنسية)
- لي جارلينجتون على موقع أول موفي (الإنجليزية)
- لي جارلينجتون على موقع قاعدة بيانات الأفلام السويدية (السويدية)
- لي جارلينجتون على موقع إن إن دي بي (الإنجليزية)
- لي جارلينجتون على موقع قاعدة بيانات الفيلم (الإنجليزية)
- لي جارلينجتون على موقع كينوبويسك (الروسية)